# Llibre de Jacob (Llibre del Mormó)
El Llibre de Jacob és el tercer llibre del Llibre del Mormó. El seu títol és El Llibre de Jacob: germà de Nefi. D'acord amb el text, va ser escrit per l'antic profeta Jacob, germà del profeta Nefi qui va viure entorn del 600 aC
Tot i que aquest llibre conté una mica de la història dels nefites, incloent la mort del Nefi, a la sava del seu poble. Conté una al·legoria llarga (capítol 5) al voltant de l'expansió i retrocés d'Israel, comparant israelites i gentils amb oliveres domèstiques i silvestres, respectivament.